# Mokrovousy
Mokrovousy település Csehországban, a Hradec Králové-i járásban. Mokrovousy Mžany, Nechanice, Dohalice, Všestary és Třesovice településekkel határos. Lakosainak száma 364 fő (2024. január 1.).

## Népesség
A település lakosságának változását az alábbi diagram mutatja:
| Lakosok száma | 342  | 404  | 341  | 369  | 305  | 331  | 360  | 378  | 356  | 364  |
|               | 1869 | 1900 | 1921 | 1961 | 1980 | 2011 | 2016 | 2019 | 2021 | 2024 |